# Majmuna
Majmuna Amadu Murasjka (efternavn ved fødslen var Dzika efter hendes maliske far), (hviderussisk: Маймуна Амаду Мурашка / Дзіка ;  russisk: Маймуна Амаду Мурашко / Дико tr. Majmuna Amadu Murasjko / Diko), eller blot Majmuna, født den 28. maj 1980 i Sankt Petersborg, Rusland er en hviderussisk violinist. 
Hun repræsenterede Hviderusland i Eurovision Song Contest 2015 i Wien sammen med sangeren Uzari med nummeret "Time", efter at de vandt den hviderussiske forhåndsudvælgelse den 26. december 2014.